# 曙光镇 (纳雍县)
曙光镇，是中华人民共和国贵州省毕节市纳雍县下辖的一个乡镇级行政单位。
2015年9月29日，贵州省人民政府批复同意撤销曙光乡建制，设置曙光镇。撤乡设镇后，行政区域和政府驻地不变。

## 行政区划
曙光镇下辖以下地区：
鼠场村、八一村、坝子村、岔冲村、长田村、发泥村、法杓村、河沟村、河溪村、猴儿关村、后槽村、联合村、联盟村、龙井村、坡头村、水淹坝村、五三村、伍骡村、小腰栖村、小寨村、小箐脚村、亚拱村、营头村、鱼塘村、月台村、坐拱寨村和箐脚村。